# HD 70002
HD 70002，又名CD-35 4452，SAO 199061、HR 3266，是一颗恒星，视星等为5.58，位于銀經253.75，銀緯0.21，其B1900.0坐标为赤經8h 14m 28.3s，赤緯-35° 0.21′ 22″。